# 資生堂アートハウス
資生堂アートハウス（しせいどうあーとはうす）は、静岡県掛川市下俣にある美術館。

## 概要
コレクションの中核は、資生堂が文化芸術支援活動の一環として、東京･銀座の資生堂ギャラリーを会場に開催してきた「椿会美術展」や「現代工藝展」などに出品された絵画、彫刻、工芸品を展示する。

## 特徴

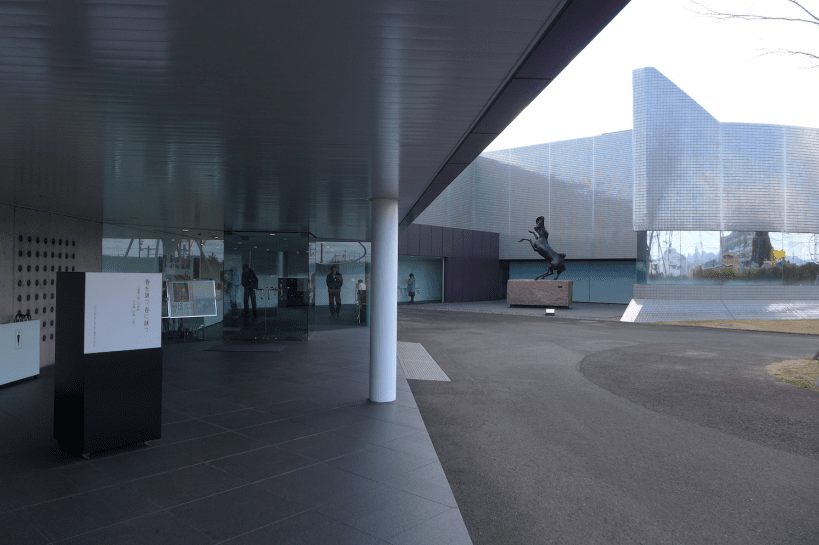
エントランス

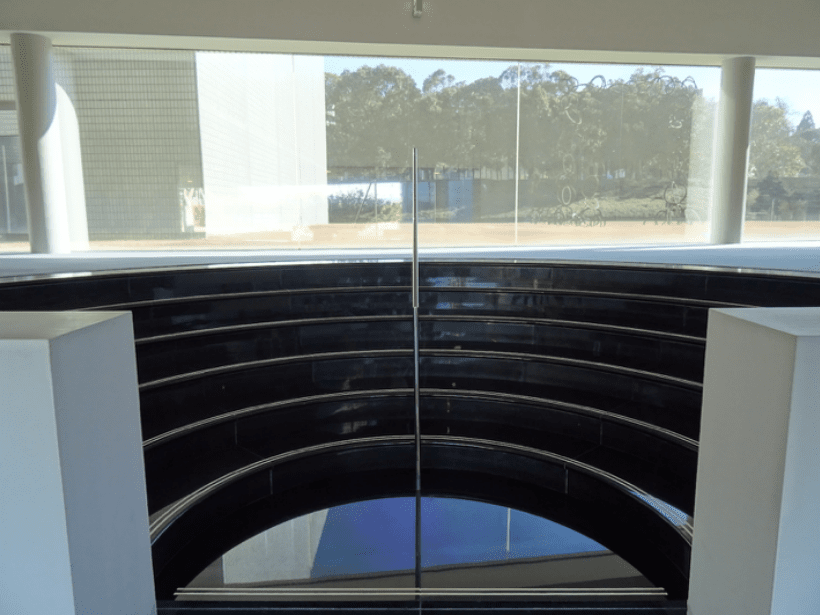
階段

掛川市長谷にある資生堂掛川工場の隣接敷地内に所在し、同敷地内には資生堂企業資料館もある。
資生堂アートハウスは、1978年（昭和53年）に開設された。その後、2002年（平成14年）のリニューアルを機に、美術館としての機能を高め、近現代の優れた美術品を収集・保存すると共に、美術品展覧会を通じて一般公開する文化施設として活動している 。
建物は、高宮真介・谷口吉生両名の設計によるもので、1970年代を代表するモダニズム建築の傑作として、1980年（昭和55年）に「日本建築学会賞」を受賞した。外観はラスター釉タイルの銀色を基調に、壁、ガラス共に曲面で構成された部分と、コンクリート打ち放しの平面で構成された部分とに分かれ、2つのブロックをS字形のホールが繋いでいる。曲面が多い構造だけに、施工会社は精度に細心の注意を払ったといい、隅々にまで神経が行き届いた抽象彫刻のような美術館建築となっている。また、この曲面ガラスの窓は外部からはミラーになっており、通過する新幹線が美しく映るというコンセプトで設計されている。2010年（平成22年）には、竣工後25年にわたって「長く地域の環境に貢献し、風雪を耐え、美しく維持され、社会に対して建築の意義を語りかけてきた建築物」と「その建築物を美しく育て上げることに寄与した人々」を顕彰する「JIA25年賞」（第9回）も受賞し、建物自体が独自のアート性と高い価値を有することが証明された。

## 主な収蔵作家

### 「椿会展」作家

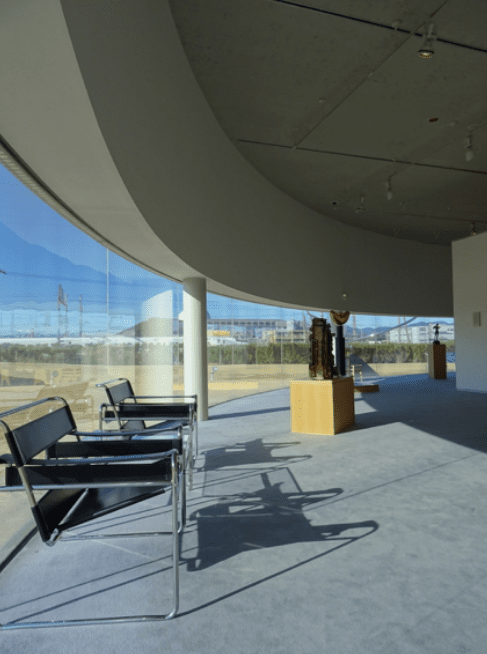
展示室II

第一次（1947年〜1954年）
梅原龍三郎・金山平三・川島理一郎・曽宮一念・徳岡神泉・横山大観・須田國太郎
第二次（1963年〜1966年）
奥村土牛・小野竹喬・鳥海青児・中川一政・林武・山口蓬春・山本丘人
第三次（1974年〜1990年）
岩橋英遠・上村松篁・牛島憲之・大沢昌助・岡鹿之助・奥田元宋・香月泰男・絹谷幸二・小磯良平・小松均・佐藤忠良・髙山辰雄・田村一男・中谷泰・田一穗・舟越保武・三岸節子・森芳雄・柳原義達・吉田善彦・脇田和
第四次（1993年〜1997年）
飯田善國・大野俶嵩・小野隆生・小嶋悠司・小清水漸・滝沢具幸・中野弘彦・野見山暁治・舟越桂・堀浩哉・堀内正和・向井良吉・村上友晴・百瀬寿・山口牧生・李禹煥
第五次（2001年〜2005年）
青木野枝・イワタルリ・児玉靖枝・鷲見和紀郎・世良京子・辰野登恵子・堂本右美・三輪美津子・山本直彰
第六次（2007年〜2010年）
伊庭靖子・塩田千春・祐成政徳・袴田京太朗・丸山直文・やなぎみわ
第七次（2013年〜）
青木陵子・赤瀬川原平・伊藤存・内藤礼・畠山直哉

### 「現代工藝展」作家

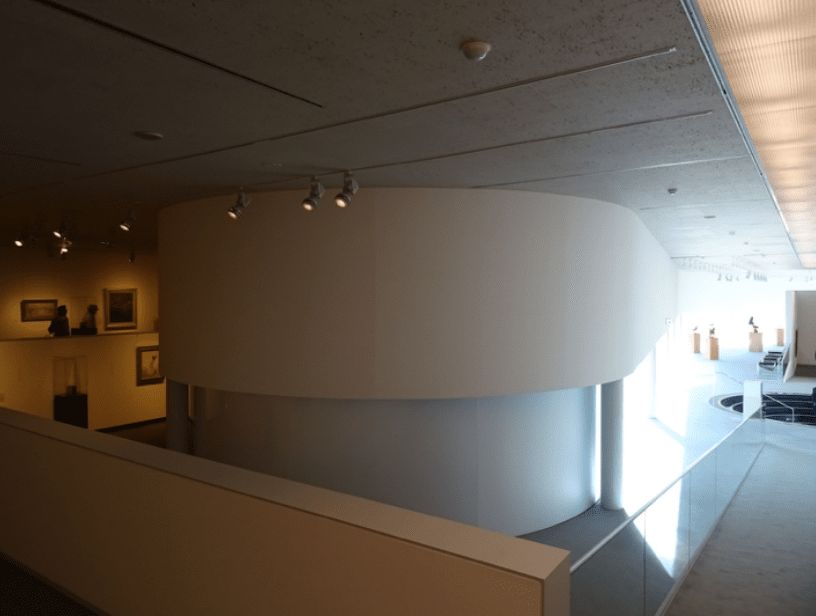
展示室I

現代工藝展（1975年〜1995年）
赤地友哉・飯塚小玕齋・磯井正美・十三代今泉今右衛門・岩田久利・加守田章二・清水卯一・志村ふくみ・鈴木治・鈴木藏・染川鐵之助・田口善國・田村耕一・内藤四郎・西大由・藤本能道・増村益城・松井康成・八木一夫
第1次 工藝を我らに
十四代今泉今右衛門・小西寧子・小椋範彦・松島巌・内田鋼一
第2次 工藝を我らに
十四代今泉今右衛門・中條伊穗理・水口咲・三代𠮷羽與兵衛・安達征良

### 「その他」
小村雪岱

## 営業情報

### アクセス
- 鉄道：JR掛川駅南口よりタクシーで約5分、徒歩20分ほど。
- バス（掛川バスサービス）：「掛川駅」南口より、市街地循環線（南回り）、「資生堂アートハウス 入口」下車。
※「掛川駅」南口からのバスでの所要時間は、下車後の徒歩を含め約15分。
- 自動車：東名高速道路 掛川ICより約7分、新東名高速道路 森掛川ICより約30分。